# Amt Vieselbach
Das Amt Vieselbach war eine 1818 gegründete, territoriale Verwaltungseinheit des Großherzogtums Sachsen-Weimar-Eisenach. Es bestand bis zur Verwaltungs- und Gebietsreform des Großherzogtums Sachsen-Weimar-Eisenach im Jahr 1850 und ging danach im Verwaltungsbezirk Weimar bzw. Justizamt Vieselbach auf. Direkter Vorgänger war das von 1706 bis 1818 bestehende Amt Azmannsdorf.

## Geographische Lage
Das Gebiet des Amts Vieselbach lag im Thüringer Becken zwischen Erfurt im Westen und Weimar im Osten. Hauptfluss des Amts war die Gramme und einige ihrer Nebenflüsse.
Das Amtsgebiet liegt heute im Zentrum des Freistaats Thüringen. Der Westteil gehört zur Stadt Erfurt, der Südostteil liegt im Landkreis Weimarer Land und der Nordostteil im Landkreis Sömmerda.

## Angrenzende Verwaltungseinheiten
Das Amt Vieselbach grenzte an folgende Gebiete:
- Norden: Amt Großrudestedt (Großherzogtum Sachsen-Weimar-Eisenach)
- Osten: Amt Weimar (Großherzogtum Sachsen-Weimar-Eisenach)
- Süden: Amt Berka (Großherzogtum Sachsen-Weimar-Eisenach)
- Westen: Landkreis Erfurt (Königreich Preußen, Provinz Sachsen, Regierungsbezirk Erfurt)

## Geschichte

### Amt Azmannsdorf
Das Amt Azmannsdorf wurde 1706 bei der Neueinteilung des Erfurter Gebietes aus der Vogtei Kerspleben mit Ausnahme von drei an das Amt Tonndorf übergegangenen Orten und der Vogtei Niederzimmern gebildet. Wie die anderen Teile des Erfurter Gebietes war es bis 1802 kurmainzisch, gehörte dann von 1802 bis 1806 und wiederum von 1813 bis 1815 zu Preußen und war von 1806 bis 1813 französisch.
Durch den Staatsvertrag vom 22. September 1815 kam das Amt Azmannsdorf zum Großherzogtum Sachsen-Weimar-Eisenach, wo es am 24. Februar 1816 um den vom Erfurtischen Amt Gispersleben stammenden Ort Schwerborn, den vom Sachsen-Weimar-Eisenachischen Amt Großrudestedt stammenden Ort Großmölsen, den zum Amt Weimar gehörenden Teil des Ortes Ottstedt am Berge und den Patrimonialgerichtsort Wallichen erweitert wurde. Am 10. Juni 1818 wurde der Sitz des Amtes von Azmannsdorf nach Vieselbach verlegt, so dass dieses nun Amt Vieselbach hieß.

### Amt Vieselbach
In der Folge der Revolution von 1848 wurde der Staatsaufbau im Großherzogtum Sachsen-Weimar-Eisenach neu geordnet. So wurden 1850 die noch teilweise aus dem Mittelalter stammenden Ämter abgeschafft und durch Bezirksdirektionen, Justizämter und Rechnungsämter ersetzt, ebenso wurden die letzten noch bestehenden Patrimonialgerichte aufgehoben.
Bei der Trennung der Rechtsprechung von der Verwaltung kamen die Orte des Amts Vieselbach bezüglich der Verwaltung zum Verwaltungsbezirk Weimar. Die Aufgabe der Rechtsprechung für die meisten Orte des aufgehobenen Amts Vieselbach übertrug man hierbei dem eben dafür geschaffenen Justizamt Vieselbach, nur die Gemeinde Ulla wurde dem Justizamt Weimar zugeordnet.

## Zugehörige Orte
| bis 1706 zur Vogtei Kerspleben | bis 1706 zur Vogtei Niederzimmern                                                              | nach 1706 dazugekommen |
| --- | ---------------------------------------------------------------------------------------------- | --- |
| - Azmannsdorf - Hochstedt - Hopfgarten - Kerspleben - Kleinmölsen - Linderbach - Mönchenholzhausen - Töttleben - Ulla - Utzberg - Vieselbach | - Niederzimmern bzw. Zimmern infra - Ollendorf - Ottstedt am Berge Erfurter Anteils - Udestedt | - Großmölsen (seit 1816) - Ottstedt am Berge Weimarer Anteils (seit 1816) - Schwerborn (seit 1815) - Wallichen (seit 1816) |